# Ouédem-Arad
Ouédem-Arad est roi d’Éthiopie de 1299 à 1314.
Fils de Yekouno Amlak, il monta sur le trône en 1299 après les règnes très brefs de cinq de ses neveux. Il envoie comme c'était l'usage une somptueuse ambassade au sultan mamelouk bahrite du Caire Muhammad ben Qala'ûn pour obtenir du patriarcat copte un métropolite, mais n’obtint pas satisfaction bien qu’il fût en paix avec les musulmans de l’Ifat et que ceux-ci aient accepté d’être ses vassaux.
Il envoya également une ambassade en Europe occidentale pour proposer une alliance des chrétiens contre les musulmans. C'est le plus ancien contact diplomatique documenté entre l'Éthiopie et l'Europe occidentale. Cette délégation de trente membres, en route pour rencontrer le roi de Castille Ferdinand IV, puis le pape Clément V à Avignon, passa vers 1310 par le port de Gênes, où le cartographe Giovanni da Carignano, auteur de l'un des premiers portulans du Bas Moyen Âge, put l'interroger. Ce prêtre génois avait accompagné sa carte d'un commentaire (intitulé Mappa mundi), qui a été perdu, mais qui est cité par le religieux augustin Jacopo Filippo Foresti, de Bergame, auteur d'un ouvrage historique intitulé Supplementum chronicarum qui eut plusieurs éditions imprimées à la Renaissance (dont la plus ancienne à Venise en 1483, et une à Paris en 1535). Le texte parle d'une Terra Abaise (Abyssinie) habitée par des Christiani Nigri (Noirs chrétiens).
Une autre trace indirecte laissée par cette ambassade se trouve dans une fabrication européenne du XIVe siècle, la Lettre du Prêtre Jean à l'empereur Charles IV (regn. 1355-1378) : ce texte est signé d'un « roi Voddomaradeg, fils du très excellent roi d'Éthiopie » (« Voddomaradeg » étant visiblement une déformation du nom de Ouédem Arad, qui donc était connu en Europe au XIVe siècle).    
À sa mort en 1314, son neveu Amda Seyon Ier lui succéda.